# Zhangchengxiang (ort i Kina, Ningxia Huizu Zizhiqu, lat 35,64, long 105,90)
Zhangchengxiang (kinesiska: 张程乡) är en ort i Kina. Den ligger i den autonoma regionen Ningxia, i den nordvästra delen av landet, omkring 320 kilometer söder om regionhuvudstaden Yinchuan. Antalet invånare är 8 170. Befolkningen består av 3 996 kvinnor och 4 174 män. Barn under 15 år utgör 27,0 %, vuxna 15-64 år 65 %, och äldre över 65 år 7,0 %.
Runt Zhangchengxiang är det ganska tätbefolkat, med 207 invånare per kvadratkilometer. Närmaste större samhälle är Longde Chengguanzhen, 19,5 km öster om Zhangchengxiang. Trakten runt Zhangchengxiang består i huvudsak av gräsmarker.
Genomsnittlig årsnederbörd är 638 millimeter. Den regnigaste månaden är september, med i genomsnitt 132 mm nederbörd, och den torraste är december, med 2 mm nederbörd.